# Київський міський крейсерський яхт-клуб
Київський Міський Крейсерський Яхт-Клуб — громадська спортивна установа яхтсменів міста Києва.

## Історія
Клуб заснований в 1967 році, на момент заснування в ньому базувалось 8 яхт, на 2012 рік яхт-клуб є найбільшим в Україні і має 120 яхт. Переважна більшість яхт збудована силами яхтсменів клубу. Серед засновників клубу — мандрівник Дмитро Львович Бірюкович.
Яхт-клуб виступав і продовжує виступати одним з організаторів регат, в тому числі:
- «Кубок великого Дніпра»[2]
- «Вітрильний Жур-Тур» — сумісно з українською компанією Медіа Група «Україна», Київським Інститутом журналістики, Національною спілкою журналістів України[3]

## Досягнення
У 1989 році представник яхт-клубу Олексій Грищенко як перший капітан яхти «Фазісі» брав участь в навколосвітній регаті «Whitbread».
У 2001—2004 роках яхта «Батьківщина» з місією «Хай світ пізнає Україну» здійснила плавання до США та Австралії.
В 2009—2012 роках яхта «Купава» здійснила навколосвітнє плавання.

## Організація яхт-клубу
При яхт-клубі працює дитяча спортивна секція вітрильного спорту.
Вищий орган управління клубу — загальні збори членів, вищий виконавчий орган — Правління, яке обирається на загальних зборах.

## Додатково
- Сайт клубу [Архівовано 23 квітня 2022 у Wayback Machine.]
- Про проблеми клубу